# مطيع (اسم)
مطيع هو اسم علم مذكر من أصل عربي، ومعناه هو من الفعل أطاع، المنفذ المتجاوب.

## الأصل اللغوي
من مصدر  طاعة  أطاع يطيع فهو مطيعٌ طوعاً

## شخصيات تحمل الاسم
- مطيع الجميلي
- مطيع الرحمن نظامي (سياسي بنغلاديشي، 31 مارس 1943 – 11 مايو 2016)
- مطيع بن إياس (704 – )
- مطيع بن عبد الله دماج

## وصلات خارجية
- موسوعة السلطان قابوس لأسماء العرب